# Алтай (аэропорт, Китай)
Аэропорт Алтай (кит. упр. 阿勒泰机场, пиньинь Ālètài Jīchǎng) (ИАТА: AAT, ИКАО: ZWAT) — аэропорт, обслуживающий Алтай (административный центр округа Алтай Или-Казахского автономного округа Синьцзян-Уйгурского автономного района КНР).

## История
Строительство аэропорта началось 1 июня 1956 года, первый рейс в Урумчи был отправлен 12 октября 1956 года.
В 1985 году аэропорт прошёл масштабную реконструкцию.

## Особенности
Аэропорт находится на высоте 750 м над уровнем моря. Он имеет одну взлётно-посадочную полосу 11/29 размером 1750 на 45 м.